# トリフリル基

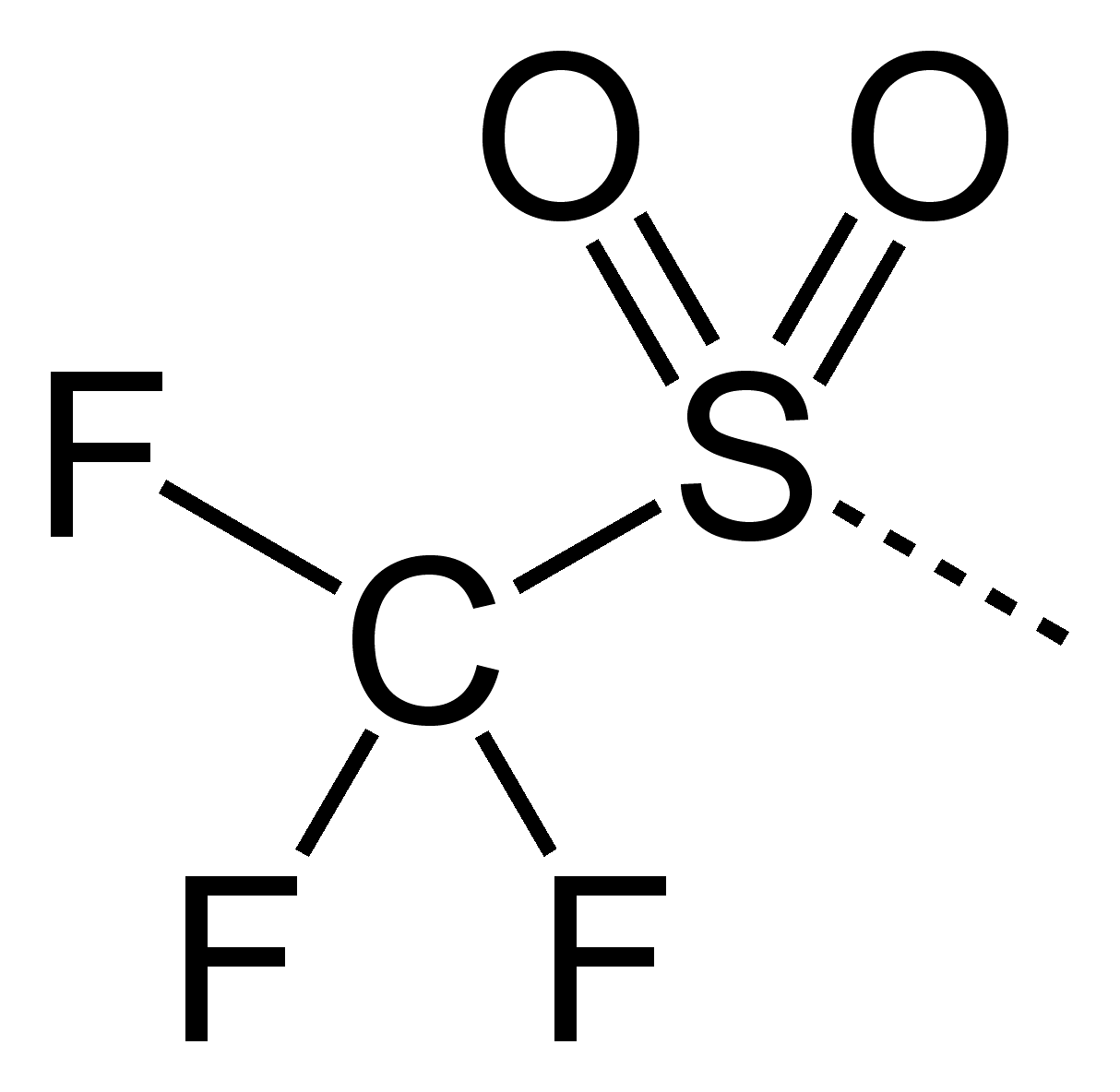
トリフリル基

有機化学において、トリフリル基（英語: triflyl group）系統名：トリフルオロメタンスルホニル基（英語: trifluoromethanesulfonyl group）は、化学式が R–SO
2CF
3 、構造式が R–S(=O)
2–CF
3 で表される官能基である。
トリフリル基はしばしば、–Tfと表記される。関連するトリフラート基（トリフルオロメタンスルホナート）の化学式は R–OSO
2CF
3 で、-OTfと表記される。

## 関連化合物
- トリフルオロメタンスルホニルアジド, TfN3
- トリオクチルメチルアンモニウムビス(トリフルオロメチルスルホニル)イミド, [MeN(C8H17)+
3][NTf−
2]
- コミンズ試薬
- N-フェニルビス(トリフルオロメタンスルホンイミド)[2]
- トリフルオロメタンスルホン酸無水物 (CF3SO2)2O - 非常に強力なトリフリル化剤[3]